# Collège des Jésuites de Breslau

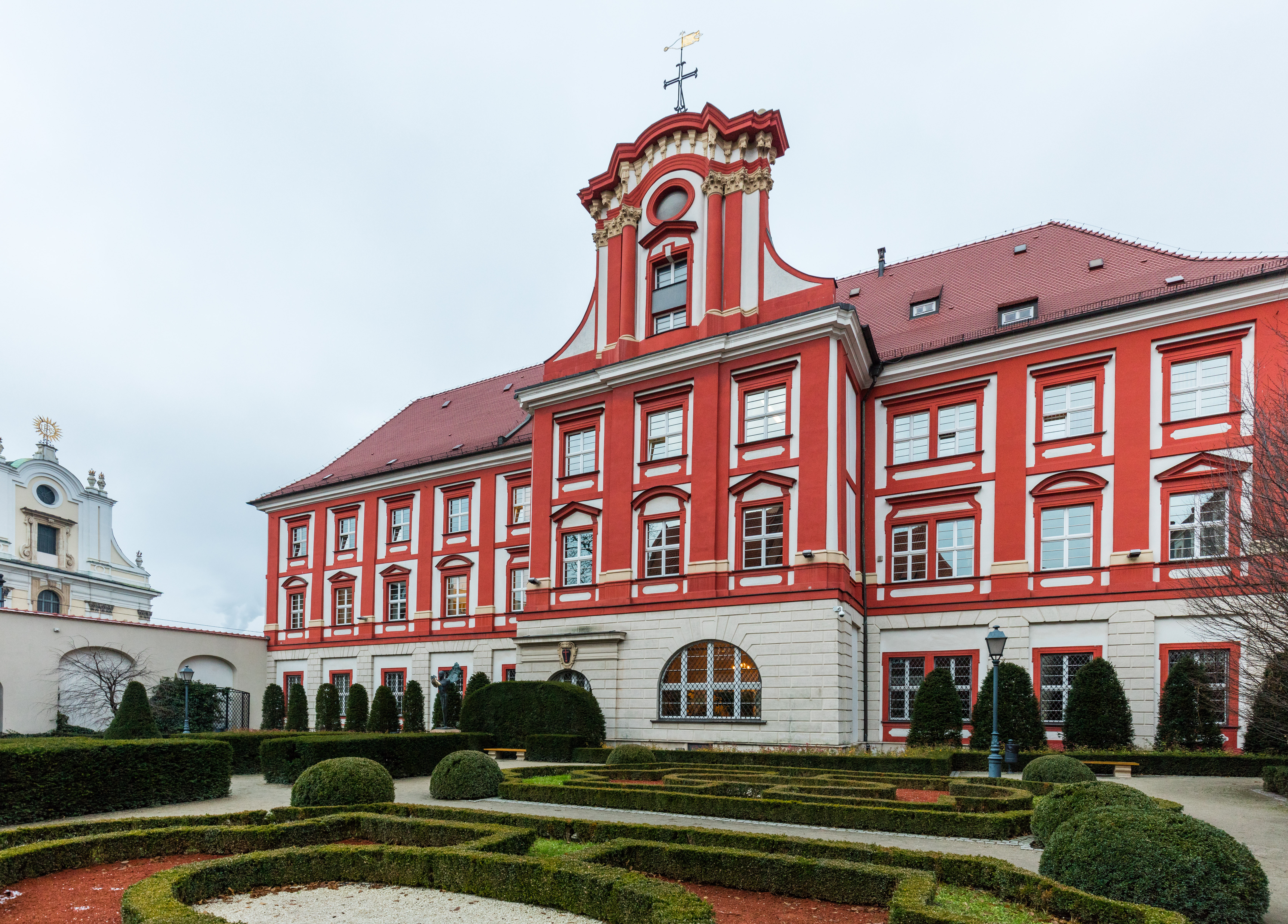
Façade de l'ancien St. Matthias-Gymnasium, aujourd'hui Ossolineum

L'ancien St. Matthias-Gymnasium était un collège jésuite, puis Gymnasium, situé à Breslau en Silésie prussienne. Fondé en 1659 par un groupe de jésuites il cessa d'exister en 1945, lorsque la région devint polonaise. L'édifice abrite aujourd'hui l'Ossolineum qui se trouvait autrefois à Lwow.

## Historique
Le collège Saint-Matthias est fondé par la Compagnie de Jésus le 2 novembre 1659 grâce au don d'un terrain de l'ancien château fort donné par l'empereur Léopold Ier. C'est un Gymnasium académique dont les études sont en lien avec l'université léopoldine. Le jésuite Friedrich von Lüdinghausen Wolff en est l'inspirateur, voulant faire de Breslau un centre académique catholique dans une région dominée par le protestantisme. Lorsque la Compagnie de Jésus est supprimée en 1773, le collège devient un collège catholique royal, lié à l'université léopoldine, jusqu'en 1811.
De 1811 à 1945, le Gymnasium se trouvait dans les bâtiments de l'ancien couvent fondé au XIIIe siècle sous l'invocation de saint Matthias par Anne de Bohême et confié par elle aux chanoines réguliers de la Très Sainte-Croix de l'Étoile Rouge, ordre que venait de fonder sa sœur, sainte Agnès de Bohême.
Ferdinand Lassalle y passa une année scolaire en 1840-1841, en tant qu'externe, jusqu'à son Abitur, après avoir fréquenté le lycée Sainte-Marie-Madeleine de Breslau. Le collège a enseigné jusqu'à sept cents élèves à la fin du XIXe siècle. À l'époque du national-socialisme, hostile au catholicisme, le collège a été déconfessionnalié et l'enseignement religieux supprimé.
L'édifice abrite aujourd'hui l'Ossolineum qui se trouvait autrefois à Lwow.

## Anciens élèves notables

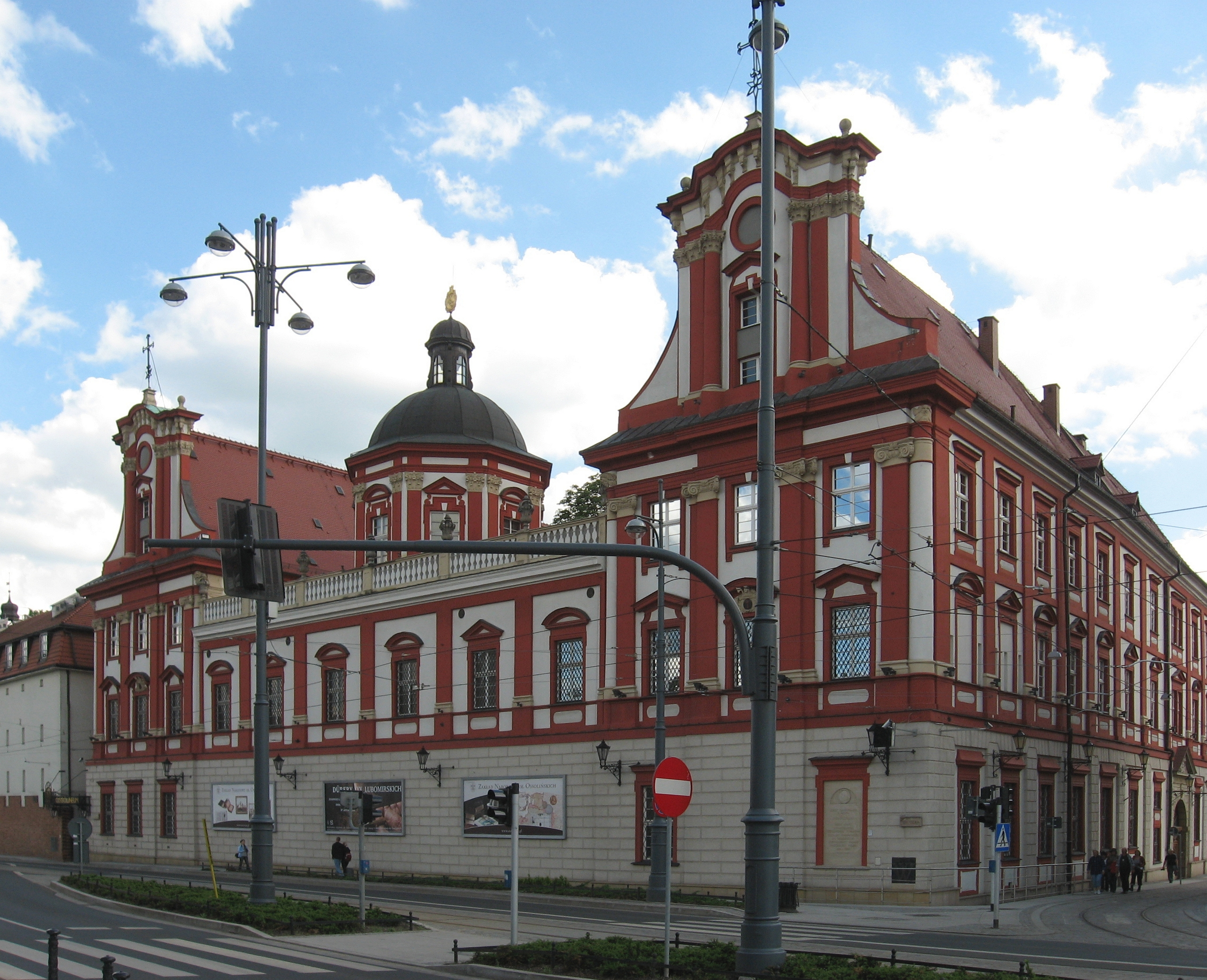
Vue de l'édifice en 2009

- Józef Elsner (1769-1854), musicien  et professeur de Frédéric Chopin
- Wilhelm von Eichendorff (de) (1786–1849), juriste et poète
- Joseph von Eichendorff (1788-1857), écrivain romantique
- Peter Joseph Elvenich (1796-1886), théologien et recteur de 1831 à 1839
- August Wissowa (de) (1797-1868), philologue et recteur de 1838 à 1868
- Hermann Cohen (1842-1918), philosophe juif-allemand
- Georg Wissowa (1851-1931), philologue
- Joseph Wittig (1879-1949), théologien et historien
- Reinhold Olesch (de) (1910-1990), slaviste

## Source
- (de) Cet article est partiellement ou en totalité issu de l’article de Wikipédia en allemand intitulé « Matthias-Gymnasium » (voir la liste des auteurs).